# Streptoprocne phelpsi
El vencejo de Tepui, vencejo Tepui, vencejo de los Tepuis, vencejo de Tepuy, vencejo Tepuy o vencejo de los Tepuyes  (Streptoprocne phelpsi) es una especie de vencejo de la familia Apodidae.  El binomial es en honor a William Henry Phelps.

## Hábitat y distribución
Su hábitat natural son los bosques húmedos tropicales y subtropicales, y las praderas inundables de los tepuyes hasta los 2.500 m de altitud. Puede encontrarse en Brasil, Guayana y Venezuela. Aunque su población no ha sido contabilizada se la considera bastante común aunque se sospecha una tendencia en declive.

## Descripción
Mide 16 a 17 cm de longitud. Su plumaje es marrón tiznado con el cuello y los lados de la cabeza color cobre rojizo a anaranjado. Su cola es larga y bifurcada.